# Achim Mentzel
Heinz-Joachim Mentzel, detto Achim (Berlino, 15 luglio 1946 – Cottbus, 4 gennaio 2016), è stato un cantante e conduttore televisivo tedesco.
Cantante dedito principalmente ai generi pop-Schlager e in attività a partire dall'inizio degli anni sessanta (come solista dalla fine degli anni settanta) nel corso della sua carriera pubblicò una decina di album. Tra i suoi brani di maggiore successo, figurano Ich steh auf Grün, Gott sei Dank ist sie schlank, Mensch hab ich ein Schwein e Rot sind die Rosen.

## Biografia
Nel 1963 è in tournée nella DDR e nella Repubblica Federale Tedesca con il gruppo da lui fondato, il Diana Show Quartett.
Nel 1973 è condannato a dieci mesi di reclusione per essere espatriato nella Repubblica Federale Tedesca.
Nel 1979, dopo aver fatto parte assieme a Nina Hagen della Fritzens Dampferband, inizia la carriera da solista.
Nel 1989 conduce per la televisione della DDR il programma Achims Hitparade, programma che andrà in onda fino al 2006.
Dopo la sua morte improvvisa, avvenuta il 4 gennaio 2016 all'età di 69 anni, viene ricordato dal presidente del consiglio del Brandeburgo Dietmar Woidke con le seguenti parole:
(Dietmar Woidke)

## Discografia

### Album
- 1985 - Stimmung, Jux und Mentzel
- 1993 - Hier fliegt heut die Kuh
- 1998 - Alles Achim oder was Vol. 1
- 1999 - Alles Achim oder was Vol. 2
- 1999 - Der Mond von Wanne Eickel
- 1999 - Ich in ein Berliner
- 2002 - Mal ist man oben und dann unten
- 2004 - Wir sind alle keine Engel
- 2004 - Ich steh auf Grün
- 2010 - Meine Lieblingsworte heißen Sahnetorte
- 2016 - Unvergessene Erfolge

### Singoli
- 1978 - Außerdem macht es Spaß / Bleib doch mal stehn
- 1979 - Liebling, schnall die Hose fest / Gott sei dank ist sie schlank
- 1981 - Achim Mentzel (Amiga-Quartett)
- 1985 - 1. FC Union (Amiga-Quartett)
- 1991 - Wenn die Wirklichkeit so wäre (con Sabine Bruhns)
- 1991 - Kuck mal wer da kommt (Sabine Bruhns & Achim Mentzel)
- 1994 - Komm nach Cottbus zur Bundesgartenschau (BUGA-Song 95)
- 1997 - Mensch, hab ich ein Schwein
- 1997 - Rot sind die Rosen
- 1998 - Im Arsenal ist Damenwahl
- 2001 - Ich steh auf Grün
- 2002 - Forever Rock ’n’ Roll (Achim Mentzel meets Wildecker Herzbuben)
- 2002 - Stimmung in der Alten Försterei
- 2002 - He Amanda
- 2002 - In dieser Nacht
- 2003 - Gott sei Dank ist sie schlank
- 2004 - Wir sind alle keine Engel
- 2004 - Hab keine Angst
- 2005 - Im Cafe Venedig
- 2008 - Hinter Deinem Schleier lockt ein Abenteuer (Fatimah)

## Programmi televisivi (lista parziale)
- 1989-2006 - Achims Hitparade